# Алізава
Алізава (лит. Alizava) — містечко, адміністративний центр однойменного староства в Купішкіському районі, Паневежиський повіт, Литва.

## Географія
Алізава розташоване за 17 км на північ від райцентра, міста Купішкіс.

## Історія
Під час Червневого повстання 1941 року в містечку був створений партизанський загін, який діяв до 1951 року.

## Інфраструктура
У містечку є початкова школа, бібліотека, пошта.
Костел святого Йонаса Хрестителя, який був збудований 1856 року. Прямокутний у плані, з двома вежами, дерев'яний.

## Населення
Станом на 2011 рік, населення міста становить 344 особи.
| Динаміка населення з 1943 по 2011 |          |          |          |      |          |      |          |          |
| 1943                              | 1959пер. | 1970пер. | 1979пер. | 1984 | 1989пер. | 1998 | 2001пер. | 2011пер. |
| 160                               | 160      | 151      | 272      | 251  | 399      | 444  | 450      | 344      |
| Гістограма динаміки населення     |          |          |          |      |          |      |          |          |

## Світлини

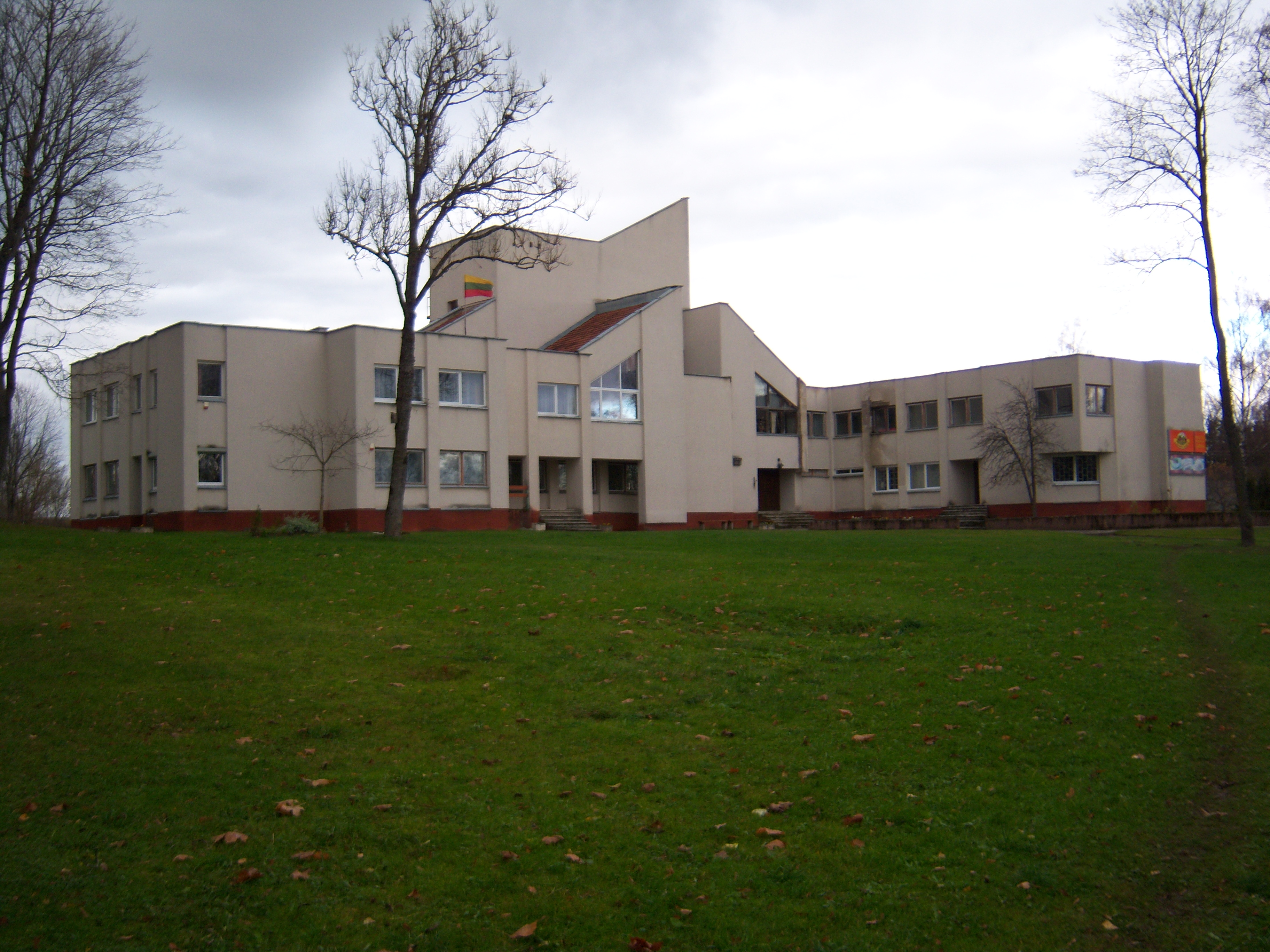
Будівля Староства.
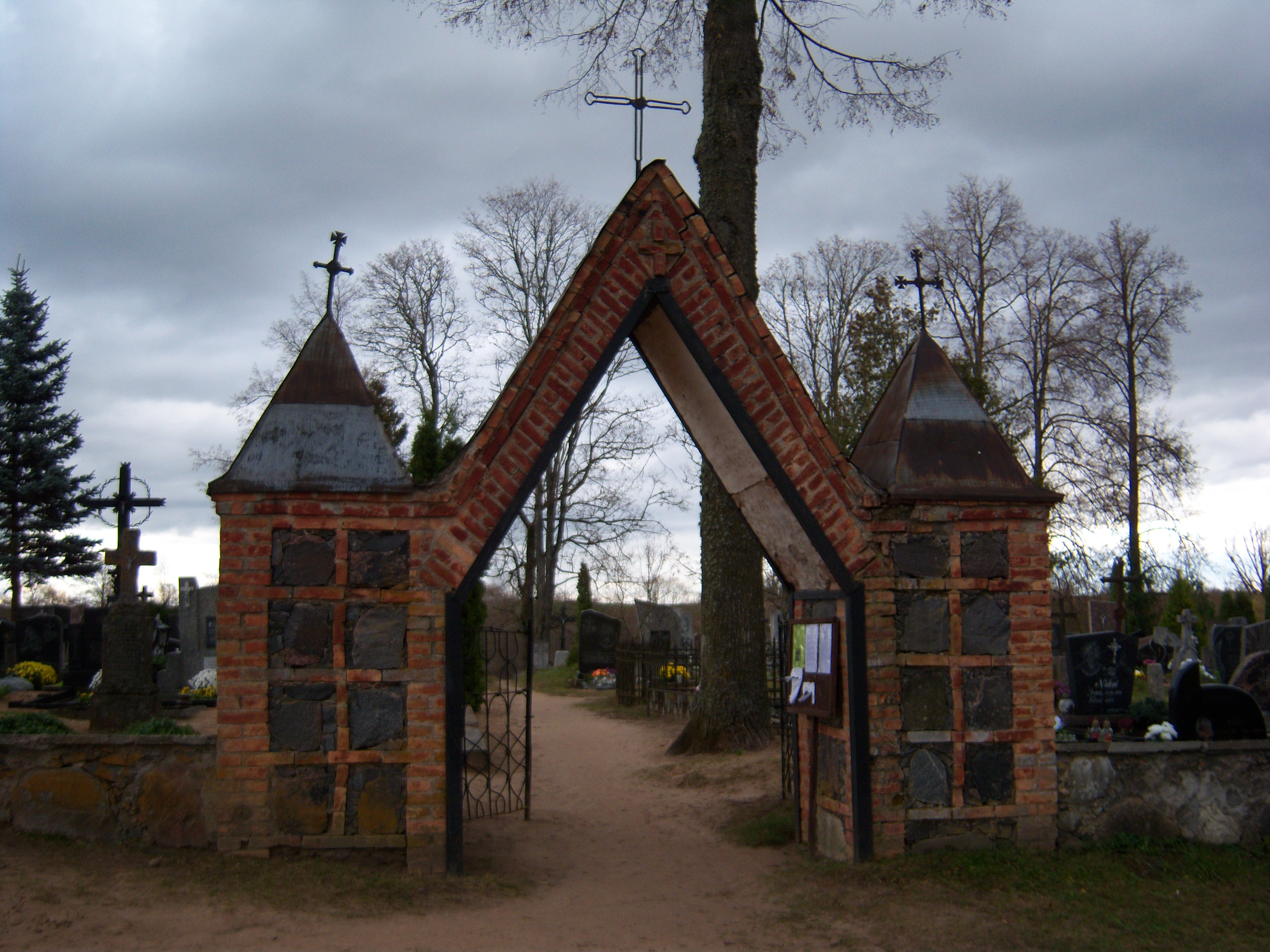
Цвинтар
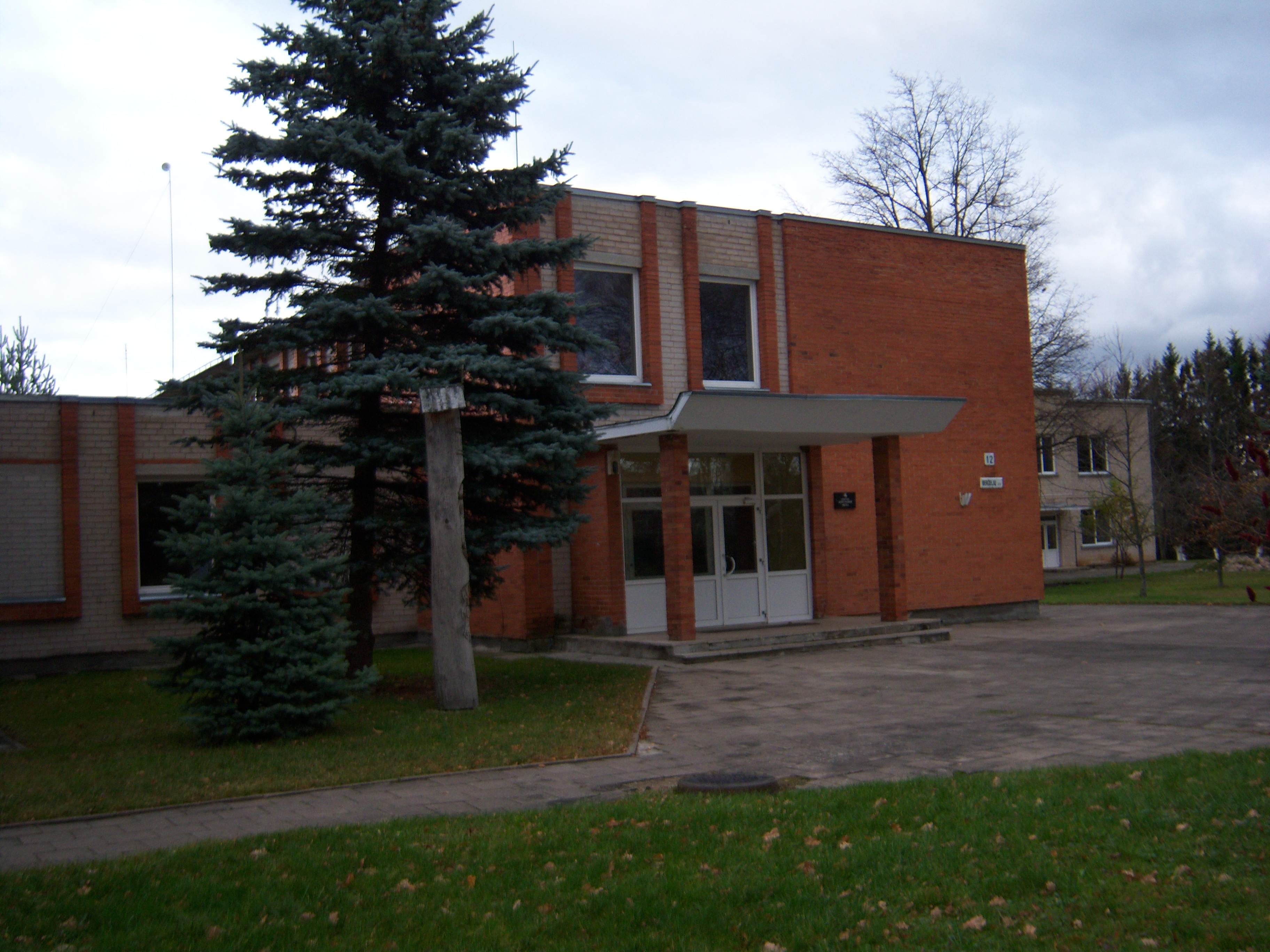
Школа
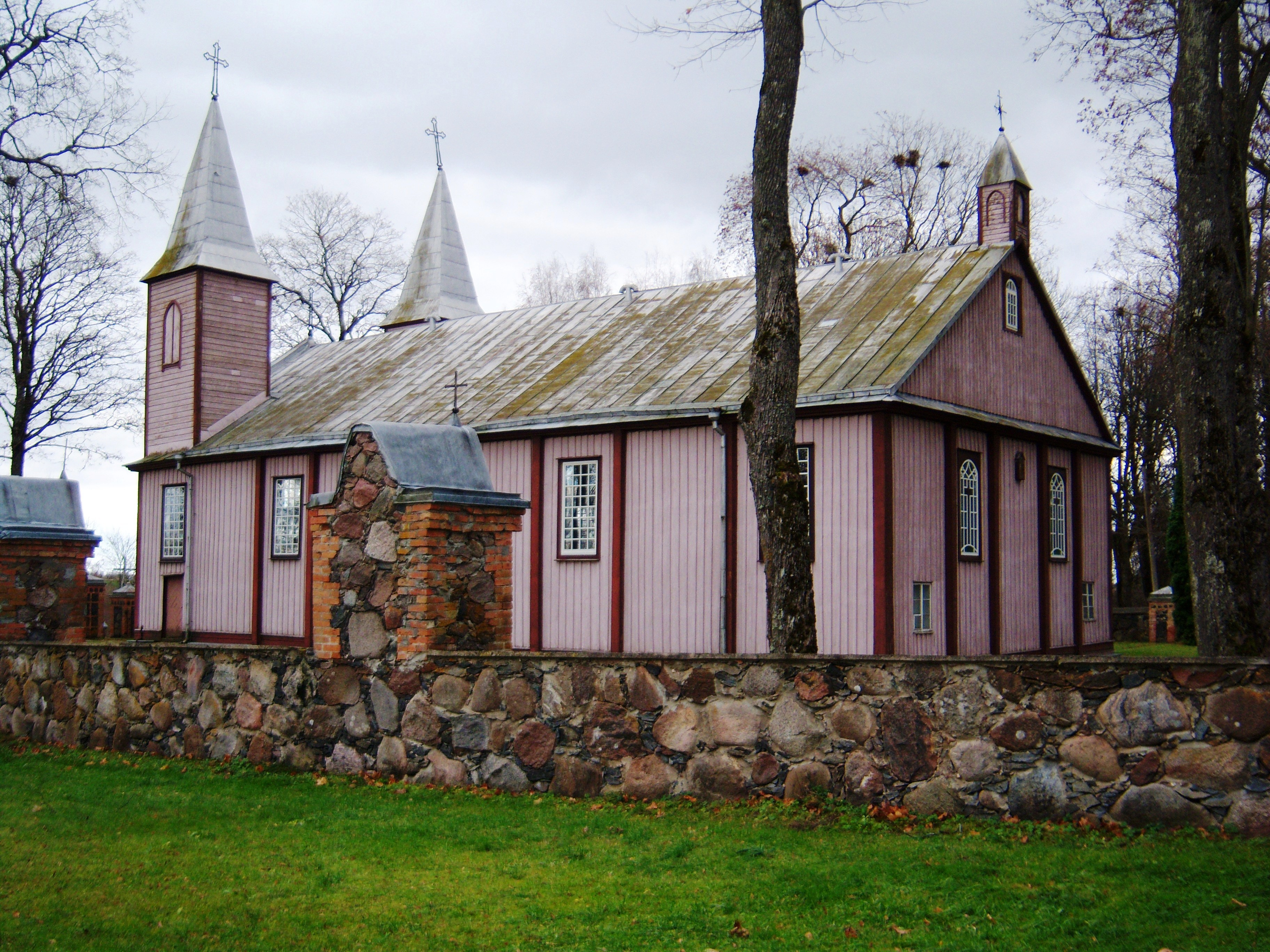
Костел